# Landkreis Mülheim an der Ruhr
Der Landkreis Mülheim an der Ruhr, bis 1901 der Kreis Mülheim an der Ruhr, war von 1874 bis 1910 ein Landkreis im Regierungsbezirk Düsseldorf der preußischen Rheinprovinz. Er erstreckte sich ganz oder teilweise über das Gebiet der heutigen Städte und Gemeinden Mülheim an der Ruhr, Dinslaken, Duisburg, Essen, Hünxe, Oberhausen und Voerde (Niederrhein).

## Verwaltungsgeschichte
Nachdem 1873 die Stadt Duisburg als neuer Stadtkreis aus dem Kreis Duisburg ausgeschieden war, wurde 1874 aus den verbliebenen Teilen des Kreises Duisburg der Kreis Mülheim an der Ruhr mit Sitz in der Stadt Mülheim an der Ruhr gebildet. Er besaß zunächst die folgende Verwaltungsgliederung:
| Bürgermeisterei          | Städte und Gemeinden (1874)                                                                                                |
| ------------------------ | --- |
| Dinslaken                | Dinslaken (Stadt) |
| Dinslaken-Land           | Hiesfeld, Walsum |
| Duisburg-Land            | Wanheim-Angerhausen |
| Gahlen                   | Bruckhausen, Bucholtwelmen, Gahlen, Gartrop-Bühl, Hünxe                                                                    |
| Götterswickerhamm        | Görsicker, Löhnen, Mehrum, Möllen, Spellen, Voerde                                                                         |
| Holten                   | Beeck, Hamborn, Holten, Amt Holten (Biefang), Sterkrade                                                                    |
| Mülheim an der Ruhr      | Mülheim an der Ruhr (Stadt)                                                                                                |
| Mülheim an der Ruhr-Land | Alstaden, Broich, Dümpten, Eppinghofen, Haarzopf, Heißen, Holthausen, Mellinghofen, Menden, Raadt, Saarn, Speldorf, Styrum |
| Oberhausen               | Oberhausen (Stadt seit 1874)                                                                                               |
| Ruhrort                  | Ruhrort (Stadt) |
| Ruhrort-Land             | Meiderich |

Die Bürgermeisterei Mülheim-Land wurde 1878 aufgeteilt:
- Die Gemeinden Eppinghofen und Mellinghofen wurden in die Stadt Mülheim an der Ruhr eingemeindet.[2]
- Die Gemeinden Broich, Saarn und Speldorf bildeten die neue Bürgermeisterei Broich.
- Die Gemeinden Alstaden, Dümpten und Styrum bildeten die neue Bürgermeisterei Styrum .
- Die Gemeinden Haarzopf, Heißen, Holthausen, Menden und Raadt bildeten die neue Bürgermeisterei Heißen.[3]

Die Bürgermeisterei Holten wurde 1886 aufgeteilt:
- Die neue Bürgermeisterei Beeck umfasste die beiden Gemeinden Beeck und Hamborn
- Die neue Bürgermeisterei Sterkrade umfasste die Gemeinden Sterkrade, Holten und Amt Holten (auch Biefang genannt) sowie die neugebildete Gemeinde Buschhausen.[4]

Die Städte Ruhrort und Dinslaken sowie die Bürgermeistereien Beeck, Dinslaken-Land, Duisburg-Land, Gahlen, Götterswickerhamm, Meiderich und Sterkrade schieden zum 1. Juli 1887 aus dem Kreis aus und bildeten den neuen Kreis Ruhrort. Der Kreis Mülheim an der Ruhr besaß nun die folgende Verwaltungsgliederung:
| Bürgermeisterei     | Städte und Gemeinden (1888)                 |
| ------------------- | ------------------------------------------- |
| Broich              | Broich, Saarn, Speldorf                     |
| Heißen              | Haarzopf, Heißen, Holthausen, Menden, Raadt |
| Mülheim an der Ruhr | Mülheim an der Ruhr (Stadt)                 |
| Oberhausen          | Oberhausen (Stadt)                          |
| Styrum              | Alstaden, Dümpten, Styrum                   |

In der Folgezeit wurde der Kreis weiter verkleinert. Am 1. April 1901 schied die Stadt Oberhausen aus dem Kreis aus und bildete einen eigenen Stadtkreis. Am 1. Januar 1904 schied auch die Stadt Mülheim an der Ruhr aus dem Kreis aus und bildete einen eigenen Stadtkreis. Der Kreis hieß seitdem Landkreis Mülheim an der Ruhr. Am 1. April 1904 wurden Broich, Holthausen, Saarn, Speldorf und Styrum in die Stadt Mülheim an der Ruhr eingemeindet sowie Alstaden und Dümpten zu eigenen Bürgermeistereien erhoben. Der Landkreis Mülheim an der Ruhr besaß damit zuletzt die folgende Verwaltungsgliederung:
| Bürgermeisterei | Gemeinden (1910)                |
| --------------- | ------------------------------- |
| Alstaden        | Alstaden                        |
| Dümpten         | Dümpten                         |
| Heißen          | Haarzopf, Heißen, Menden, Raadt |

Am 1. April 1910 wurde der Landkreis aufgelöst:
- Alstaden sowie die nördlichen Teile von Styrum und Dümpten wurden in die Stadt Oberhausen eingemeindet.
- Der größte Teil der Gemeinde Heißen sowie die südlichen Teile von Styrum und Dümpten wurden in die Stadt Mülheim an der Ruhr eingemeindet.
- Der östliche Teil der Gemeinde Heißen mit Teilen der der Ortschaft Fulerum wurde in die Stadt Essen eingemeindet.
- Die Gemeinden Haarzopf, Menden und Raadt wurden dem Landkreis Essen zugeordnet. Dort bildeten Menden und Raadt bis 1920 die Bürgermeisterei Menden und wurden dann in die Stadt Mülheim an der Ruhr eingemeindet. Haarzopf wurde 1915 in die Stadt Essen eingemeindet.

## Einwohnerentwicklung

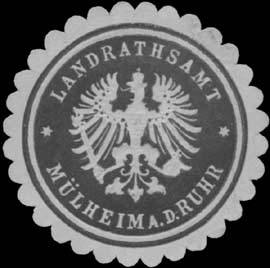
Siegelmarke des Landratsamtes Mülheim an der Ruhr

| Jahr | Einwohner |
| ---- | --------- |
| 1880 | 132.699   |
| 1890 | 098.342   |
| 1900 | 150.959   |

## Landräte
- 1874–1879 Justus von Rosenberg-Gruszczynski
- 1879–1892 Paul Haniel
- 1892–1899 Peter Conze
- 1899–1903 Paul Lembke
- 1904–1909 Robert von Bemberg-Flamersheim
- 1909–1910 Waldemar Moritz